# Ręboszewo
Ręboszewo (kaszub. Rãbòszewò) – wieś kaszubska w Polsce, położona w województwie pomorskim, w powiecie kartuskim, w gminie Kartuzy, na terenie Kaszubskiego Parku Krajobrazowego przy drodze wojewódzkiej nr 228. Wieś leżąca obecnie na trasie Drogi Kaszubskiej i szlaku wodnego „Kółko Raduńskie” została umiejscowiona pomiędzy jeziorami Małym Brodnem i Wielkim Brodnem. Ręboszewo jest siedzibą sołectwa, w którego skład wchodzą również Legard i Przybród. Na przełomie czerwca i lipca w okolicach Ręboszewa, u podnóża Złotej Góry, odbywa się tu coroczny festyn kaszubski – Truskawkobranie. Przez miejscowość prowadzi czerwony turystyczny, szlak Kaszubski. Na szczycie wzgórza Sobótka (300 m na pn.-wsch. od mostu na Raduni) znajduje się kawiarnia i punkt widokowy.
Wieś norbertanek żukowskich w województwie pomorskim w II połowie XVI wieku. W latach 1975–1998 miejscowość administracyjnie należała do województwa gdańskiego.

## Integralne części wsi
| SIMC    | Nazwa    | Rodzaj    |
| ------- | -------- | --------- |
| 0163587 | Legard   | część wsi |
| 0163593 | Przybród | część wsi |

## Historia
Ręboszewo zostało nadane żukowskim siostrom norbertankom w 1209 roku przez Mściwoja I. W okresie I Rzeczypospolitej wieś znajdowała się w powiecie mirachowskim. Od końca I wojny światowej wieś znajdowała się w granicach Polski (powiat kartuski). 
Do 1918 roku obowiązującą nazwą niemieckiej administracji dla Ręboszewa było Remboschewo. Jak opisywał Aleksander Majkowski w przewodniku po „Zdrojach Raduni” z 1913 roku: „Ręboszewo jest wioską, licząca 523 mieszkańców, samych katolików, z których 12 podaje jako ojczysty język niemiecki, reszta Kaszubi.” Podczas okupacji niemieckiej nazwa Remboschewo  została w 1942 roku przez nazistowskich propagandystów niemieckich (w ramach szerokiej akcji odkaszubiania i odpolszczania nazw niemieckiego lebensraumu) zweryfikowana jako zbyt kaszubska i przemianowana na nowo wymyśloną i bardziej niemiecką – Broddenfurt.

## Zabytki
Według rejestru zabytków NID na listę zabytków wpisana jest zagroda nr 23 z 1 ćw. XIX wieku, nr rej.: 971 z 5 lipca 1986 roku: drewniany dom i szachulcowa stodoła.